# Бейкова къща
Бейковата къща (на гръцки: Οικία Mπέικου) е къща в град Лерин, Гърция.

## Местоположение
Къщата е разположена на улица „Мегалос Александрос“ № 105. Съседната Къща на улица „Мегалос Александрос“ № 107 също е паметник на културата.

## История
Построена е в междувоенния период и е собственост на семейство Бейкос.
В 1995 година къщата е обявена за паметник на културата.

## Архитектура
Сградата е на два етажа с еклектична архитектура, съчетаваща френски и неокласически елементи с дискретна украса на фасадата.